# Molen van Opkanne
De Molen van Opkanne (ook: Molen van Hoogkanne) is een watermolen op de Jeker, gelegen te Opkanne, aan de Grenadiersweg 57.
Het betreft een onderslagmolen die fungeerde als korenmolen en oliemolen.
De molen werd gebouwd in 1650, maar de aanblik van de huidige gebouwen is 19e-eeuws. De gebouwen zijn uit mergelsteen opgetrokken. De Jeker werd echter omgelegd toen het Albertkanaal werd verbreed, en sinds 1982 is de molen daardoor van zijn krachtbron afgesneden. Het metalen waterrad werd toen verwijderd maar is nog wel bewaard. Ook het binnenwerk is goeddeels bewaard.
De molen werd in 2004 beschermd als monument en haar omgeving als beschermd dorpsgezicht.
- Inventaris van het Bouwkundig Erfgoed (Vlaanderen): 36919